# Repedea
Repedea là một xã thuộc hạt Maramureș, România. Dân số thời điểm năm 2002 là 4769 người.